# دولت اوکراین
دولت اوکراین (اوکراینی: Кабінет Міністрів України) بالاترین بخش در قوه مجریه در کشور اوکراین است، که بالاترین مقام اجرایی آن، نخست‌وزیر اوکراین می‌باشد. دولت اوکراین فعالیت خود را از تاریخ ۱۸ آوریل ۱۹۹۱ آغاز کرد. دولت اوکراین از ۱۷ وزیر و به ریاست نخست‌وزیر تشکیل می‌شود، که می‌بایست در مقابل رئیس‌جمهور اوکراین و پارلمان اوکراین پاسخگو باشد.